# 10870 Ґвендолін
10870 Ґвендолін (10870 Gwendolen) — астероїд головного поясу, відкритий 25 вересня 1996 року.
Тіссеранів параметр щодо Юпітера — 3,495.